# کتاب‌فروشی اسلامیه
کتاب‌فروشی اسلامیه به عنوان قدیمی‌ترین کتاب‌فروشی شهر تهران شناخته می‌شود که تاکنون پابرجاست. این کتاب‌فروشی انتشاراتی خود را نیز دارد که تاکنون حدود ۷۰۰ کتاب چاپ کرده‌‌ است.
این کتاب‌فروشی در خیابان پانزده خرداد نرسیده به چهارراه سیروس در بازار آهنگران قرار دارد.

## پیشینه
کتاب‌فروشی اسلامیه را سیدمحمدعلی کتابچی در سال ۱۲۸۰ در تیمچهٔ حاجب‌الدولهٔ بازار تهران راه انداخت؛ اما بعد از این‌که کتاب‌فروشی‌های تیمچهٔ حاجب‌الدوله آن‌جا را ترک کردند، فرزند او کتاب‌فروشی را در مکان وزارت دارایی سابق در ناصرخسرو، راه انداخت. اما در زمان رضاشاه که می‌خواستند آن‌جا وزارت دارایی را تأسیس کنند، او کتاب‌فروشی را به باب همایون منتقل کرد. بعد از مدتی، فرزند سیدمحمدعلی کتابچی، سید احمد کتابچی کتاب‌فروشی کنونی را در خیابان پانزده خرداد خریداری کرد و کتاب‌فروشی اسلامیه تا کنون در این‌جا پابرجاست.
در ابتدا عنوان این کتاب‌فروشی «کتاب‌فروشی علمی اسلامیه» بود؛ اما چون دو برادر با یک‌دیگر شریک بودند، بعد از جدا شدن‌شان از یکدیگر، عنوان «علمی اسلامیه» برای یک برادر ماند و برادر دیگر نیز «اسلامیه» را انتخاب کرد. سال ۱۳۰۰ نیز در کنار کتاب‌فروشی اسلامیه، انتشارات اسلامیه راه‌اندازی شد. کتاب‌ها اوایل از بمبئی و پاکستان وارد می‌شد؛ اما بعد با ظهور چاپ سنگی، قرآن و ادعیه را در چاپخانهٔ اسلامیه، منتشر می‌کردند تا این که بعدها کتاب‌ها با دستگاه‌های افست منتشر شدند».